# Stephos lucayensis
Stephos lucayensis is een eenoogkreeftjessoort uit de familie van de Stephidae. De wetenschappelijke naam van de soort is voor het eerst geldig gepubliceerd in 1970 door Fosshagen.